# Flaviol
Le flabiol est un instrument de musique à vent catalan. C'est une petite flûte à bec (un petit flageolet) utilisé(e) dans les cobles en Catalogne qui s'utilise comme le txistu basque et le galoubet provençal. Comme eux, il se joue le plus souvent de la main gauche, la droite donnant la rythmique sur un petit tambour ou tamborí.

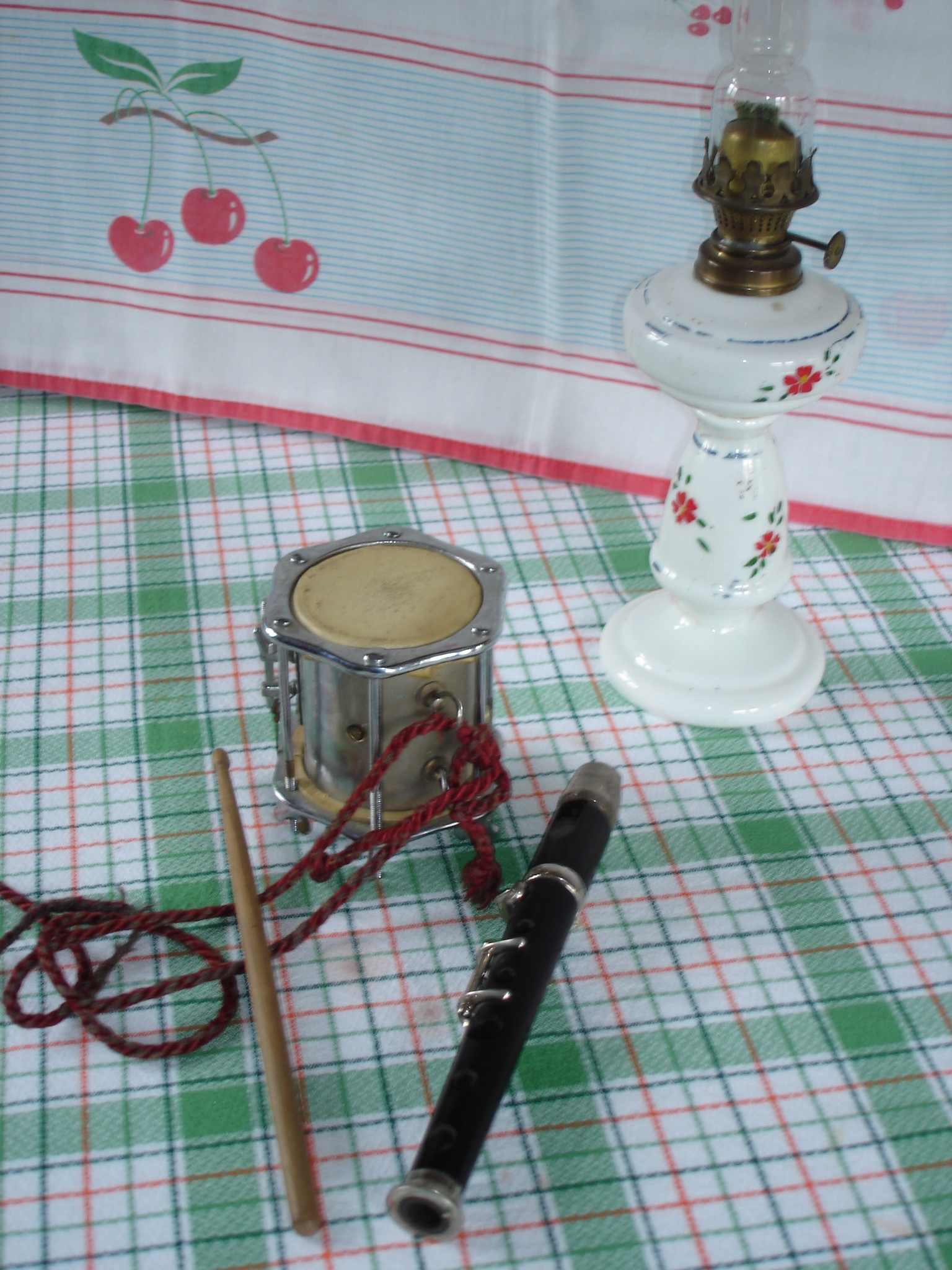
Flabiol et tamborí

## Facture
C'est un instrument transpositeur en fa, long de 25 cm, qui se décline en plusieurs types :
- Le flabiol de pastor, sans clef, pouvant être fabriqué en roseau ou en bois nobles (chêne, buis, jujubier, ébène, amandier ou olivier). Il a composé avec le tamborí (tambourin), la graille et le sac de gemecs, la cobla de tres quartans catalana jusqu'en 1860 environ. On trouve des flabiols en roseau dans d'autres tonalités.
- Le flabiol de cobla ou de claus est modernisé avec l'apport de clefs pour les 1/2 tons. C'est un petit instrument au son puissant et riche, champion du plein air pouvant lutter ou accompagner les hautbois catalans que sont tibles et tenores. Les grands facteurs de l'instrument ont été, Toron, Soldevila, Llanta, Pardo, ou Reig. Actuellement, il est surtout fabriqué à Vilanova i la Geltru par Pau Orriols.
- Il existe des flaviols scolaires destinés aux cours de musique des établissements scolaires catalans. Ils sont moulés en résine plastique. Un modèle pour les plus jeunes élèves a été créé (le jeune Maxime Terrats a honoré la Sardane durant de nombreuses années), le "flabiol per mans petites".

## Jeu
Son répertoire est très riche  : sardanes bien sûr et le répertoire de la cobla catalane, danses de bal (valse, scottish, mazurka, polka, contrapàs, sardanes courtes...), pièces de virtuosité, arrangements et transcriptions de pièces médiévales, baroques et classiques (piccolo ou flûte sopranino).
Flabiolaires célèbres: Pere Rigau "Peret Barreto" (fondateur de la cobla Montgrins), Baldomer Pastells "avi Rau", Narcis Paulis, Lluis Buscarons (fondateur de la cobla Ciutat de Girona), Jordi Leon, Bernat Castillejo, Jordi Figaro, Pere Rabasseda (cobla principal de La Bisbal), Marcel Sabaté (professeur à l'ESMUC de BARCELONA), Frédéric Guisset (cobla Mil.lenaria).
Quelques sardanes obligades de flabiol : La joguetona (Josep Serra), Vora el niu (Enric Sans), Els ccellets enjogassats (Lluis Buscarons), L’avi Rau (Lluis Buscarons), Els petits rossinyolets (Lluis Buscarons), El rossinyol enamorat (Lluis Buscarons), Rossinyolet que va a França (Narcis Paulis) et plus de 90 autres "obligades" écrites pour l'instrument. Bien qu'une cobla ne compte qu'un seul "flabiolaire", de nombreuses sardanes ont été écrites pour deux flaviols et même pour 3, 4 ou 5 instruments. 
De nombreuses sardanes de "la Belle Époque" comportent des variations extrêmement virtuoses. Cette tradition est revenue au goût du jour depuis les années 1980.